# Yuko Nakazawa
Yuko Nakazawa (in lingua giapponese 中澤 裕子; Fukuchiyama, 19 giugno 1973) è una cantante e attrice giapponese.
È stata la prima leader del gruppo pop femminile Morning Musume, di cui ha fatto parte dal 1997 al 2001. È anche interprete enka.
Dal 2011 è un elemento del progetto parallelo chiamato Dream Morning Musume.